# Víctimas de los atentados del 7 de julio de 2005 en Londres
Fuentes oficiales han confirmado que murieron 56 personas — entre ellos los cuatro islamistas que se hicieron explotar — en los atentados del 7 de julio de 2005 en Londres.
El 10 de julio, el primer ministro Tony Blair declaró que unas 74 familias habían sido asignadas a los oficiales de enlace con las familias.
Hubo al menos 90 heridos sólo en la estación de Aldgate. 95 de los heridos fueron llevados en autobús al Royal London Hospital donde fueron tratadas; 17 estaban en condiciones críticas. Muchos otros fueron tratados en St Mary's Hospital, Paddington. Los heridos que podían caminar fueron tratados en el lugar. Un testigo presencial declaró que estaban "operando a gente herida en la explanada de la estación de la Calle Liverpool" .
Rápidamente se enviaron decenas de equipos médicos a la zona para buscar más víctimas. La Ambulancia de St.John fue llamada para asistir al servicio de ambulancias de Londres  y los hospitales tuvieron que llamar a personal que se encontraba fuera de servicio, además de doctores de lugares lejanos como Hampshire y Oxfordshire.
La sala de espera de la estación de King's Cross fue utilizada como un hospital temporal para las víctimas de la explosión de la Piccadilly Line. Se utilizaron ampliamente ambulancias aéreas para proporcionar un rápido desplazamiento de los médicos especialistas a los lugares de las explosiones. Varios autobuses londinenses también se utilizaron para transportar a los heridos a los hospitales.
En una conferencia de prensa el día 8 de julio, se dio la cifra de 700 heridos en la explosiones , 350 de ellos atendidos en la zona y otros 350 trasladados a hospitales cercanos (208 derivados al Royal London Hospital ). 100 quedaron ingresados, 22 en estado "grave" o "muy grave". Una persona falleció en el hospital a causa de las graves heridas.
Muchos heridos eran de nacionalidad extranjera, entre los que se incluía gente de Sierra Leona, Australia, Sudáfrica, Colombia, Polonia, Nueva Zelanda, Israel y China. La primera víctima mortal confirmada fue Susan Levy, de 53 años de edad, de Newgate Street Village. También se informó que dos personas con pasaporte irlandés murieron, una mujer no identificada de Nueva Zelanda, y una nacida en el Reino Unido, Ciaran Cassidy. Hubo algunos problemas cuando el personal médico necesitaba comunicarse con personas que no hablaban inglés.
La recuperación de cuerpos del túnel de la Piccadilly Line fue obstaculizada por condiciones peligrosas, como amianto, ratas y temperaturas que alcanzaban los 60 °C (140 °F). Al ser un túnel de un solo sentido, había poco sitio para que los trabajadores pasaran por fuera del tren, por lo que tuvieron que trabajar a su manera a través de los restos, o aproximarse desde un lugar más alejado a lo largo del túnel de la Plaza Russell. También preocupaba que el túnel profundo pudiera ser inestable; aunque en una rueda de prensa el 9 de julio de 2005, las autoridades dijeron que no había daños a largo plazo en los túneles en ningún punto.
La policía cree que los cuatro terroristas sospechosos murieron en las explosiones. Esto hace que los ataques sean los primeros ataques suicidas en la historia del Reino Unido .